# グリーナップ郡 (ケンタッキー州)
グリーナップ郡（英: Greenup County）は、アメリカ合衆国ケンタッキー州の北東部に位置する郡である。2010年国勢調査での人口は36,910人であり、2000年の36,891人から0.05%増加した。郡庁所在地はグリーナップ市（人口1,188人）であり、同郡で人口最大の都市はフラットウッズ市（人口7,423人）である。1804年に設立され、郡名は当時第3代ケンタッキー州知事を務めていたクリストファー・グリーナップに因んで名付けられた。
グリーナップ郡は、ウェストバージニア州とオハイオ州にも跨るハンティントン・アシュランド大都市圏に属しており、2000年時点の都市圏人口は 288,649人だった。

## 歴史
グリーナップ郡は1803年12月12日に成立したケンタッキー州議会の法によって、当時州東部の大半を領域にしていたメイソン郡から分離して設立された。

## 地理
アメリカ合衆国国勢調査局に拠れば、郡域全面積は354.51平方マイル (918.2 km2)であり、このうち陸地346.11平方マイル (896.4 km2)、水域は8.41平方マイル (21.8 km2)で水域率は2.37%である。

### 主要高規格道路

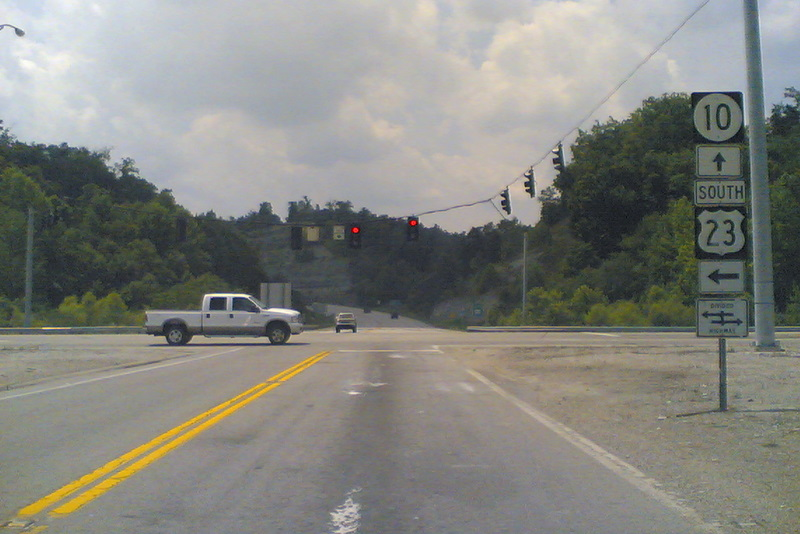
アメリカ国道23号線とケンタッキー州道10号線および同253号線の交差点、グリーナップ市のジェシー・スチュアート記念橋が手前にある

アメリカ国道23号線が郡内を通る主要道である。南東端から郡内に入り、東部郡境に沿って北のオハイオ川に向かい、ラッセル、フラットウッズ、レースランド、ワートランド、グリーナップの各市を過ぎる。その後はサウスショアの町の西で郡を出て、ユリシーズ・グラント橋でオハイオ川を渡ってオハイオ州ポーツマスに入り、さらに北のコロンバス市に向かっている。
AAハイウェイはアメリカ国道23号線に始まり、ジェシー・スチュアート記念橋を通ってアメリカ国道52号線とを繋いでいる。州道10号線とも呼ばれ、西に向かうと州道7号線と交差し、最後は西のルイス郡に出ていく。1995年に開通してから、グリーナップ郡民がメイズビルや北ケンタッキーおよびオハイオ州シンシナティ市に行くのが容易になった。
インダストリアル・パークウェイ（州道67号線）の北端はワートランドのアメリカ国道23号線である。この道はワートランドとグリーナップ、フラットウッズの周辺の町、および未編入のアージライト地域をイーストパーク産業団地と繋ぎ、さらにカーター郡で 州間高速道路64号線と繋いでいる。

### 特徴的な地形
グリーナップ郡は、ケンタッキー州東部の大半の郡部と同様、うねりのある丘陵と渓谷でできている。オハイオ川流域は概して平坦であり、工業、商業用地および住宅開発で多くの人が住んでいる。ここから南東に進むと、アパラチア山脈麓丘陵部に特徴的な丘陵と渓谷の連なりとなり、農業用地となって人口は比較的少ない。これら丘陵の間にリトルサンディ川、グリーンボ湖、タイガーツ・クリークがあり、人気のある釣り場となっている。昔からの森林があまり伐採されていないので、郡域の多くは現在も森林である。
グリーナップ郡の土壌は健康的な農業と酪農業を支えてきた。昔からかなりのタバコ栽培農場と牛の牧場が広がっていたが、近年ではこれらがアグリビジネスの支配下になり、産品もアメリカン・クオーター馬、ダチョウ、マリファナなど、伝統とは関連のないものに広がってきた。

### 隣接する郡
- サイオト郡 (オハイオ州) - 北、オハイオ川の対岸
- ローレンス郡 (オハイオ州) - 東、オハイオ川の対岸
- ボイド郡 - 南東
- カーター郡 - 南西
- ルイス郡 - 西

## 人口動態
以下は2000年国勢調査による人口統計データである。
| 基礎データ - 人口: 36,891人 - 世帯数: 14,536 世帯 - 家族数: 11,032 家族 - 人口密度: 41人/km2（107人/mi2） - 住居数: 15,977軒 - 住居密度: 18軒/km2（46軒/mi2） 人種別人口構成 - 白人: 98.07% - アフリカン・アメリカン: 0.57% - ネイティブ・アメリカン: 0.19% - アジア人: 0.38% - その他の人種: 0.15% - 混血: 0.64% - ヒスパニック・ラテン系: 0.55% 年齢別人口構成 - 18歳未満: 23.6% - 18-24歳: 7.9% - 25-44歳: 27.9% - 45-64歳: 26.0% - 65歳以上: 14.6% - 年齢の中央値: 39歳 - 性比（女性100人あたり男性の人口） - 総人口: 92.8 - 18歳以上: 89.3 | 世帯と家族（対世帯数） - 18歳未満の子供がいる: 32.0% - 結婚・同居している夫婦: 62.3% - 未婚・離婚・死別女性が世帯主: 10.4% - 非家族世帯: 24.1% - 単身世帯: 21.7% - 65歳以上の老人1人暮らし: 10.0% - 平均構成人数 - 世帯: 2.51人 - 家族: 2.91人 収入と家計 - 収入の中央値 - 世帯: 32,142米ドル - 家族: 38,928米ドル - 性別 - 男性: 35,475米ドル - 女性: 21,198米ドル - 人口1人あたり収入: 17,137米ドル - 貧困線以下 - 対人口: 14.1% - 対家族数: 11.6% - 18歳未満: 18.6% - 65歳以上: 9.9% |

## 都市と町
| - グリーナップ - 郡庁所在地 - フラットウッズ - ベルフォント - レースランド | - ラッセル - サウスショア - ワージントン - ワートランド |

## 教育

### 公共教育学区
- グリーナップ郡教育学区はグリーナップ、ワートランド、サウスショア各市と田園部の教育を管轄している。
- ラッセル独立教育学区は、ラッセル、フラットウッズ、ベルフォント各市を管轄している。
- レースランド・ワージントン独立教育学区は、レースランドとワージントン各市を管轄している。

## 観光地
- イーストパーク
- グリーンボ湖州立リゾート公園

## アルコール飲料の販売
グリーナップ郡は制限付きドライ郡（禁酒郡）である。つまり地域住民の投票で認められた特定地域を除いてアルコール飲料の販売は禁じられている。以下の地域ではアルコール飲料の販売が認められている。
- ラッセル市の100席以上があるレストランで、売り上げの70%以上が料理による場合
- ベルフォント市のベルフォント・カントリークラブ、USGA（全米ゴルフ協会）規制のゴルフコースで、ドライ地域の住人がアルコール飲料を販売することを認めている[5]

## 著名な出身者
- ビリー・レイ・サイラス - 歌手、俳優、マイリー・サイラスの父